# 匈牙利国民议会议长列表
匈牙利国民议会议长，是匈牙利国民议会的领导人。由于匈牙利未设副总统一职，因而当匈牙利总统因故无法执行职责时，则由匈牙利国民议会议长代行职权。现任国会议长是克韦尔·拉斯洛。

## 历任匈牙利国民议会议长
| 姓名                    | 上任           | 离任          |
| ----------------------- | -------------- | ------------- |
| 福多尔·伊什特万（代理） | 1989年10月23日 | 1990年5月2日  |
| 根茨·阿尔帕德           | 1990年5月2日   | 1990年8月3日  |
| 绍鲍德·捷尔吉           | 1990年8月3日   | 1994年6月27日 |
| 加尔·佐尔坦             | 1994年6月28日  | 1998年6月17日 |
| 阿戴尔·亚诺什           | 1998年6月18日  | 2002年5月15日 |
| 西利·卡塔琳             | 2002年5月15日  | 2009年9月15日 |
| 考托瑙·贝洛             | 2009年9月15日  | 2010年5月14日 |
| 施米特·帕尔             | 2010年5月14日  | 2010年8月5日  |
| 克韦尔·拉斯洛           | 2010年8月5日   | 至今          |